# Crkva Sv. Križa (Sveti Križ)
Crkva Sv. Križa  rimokatolička je crkva u mjestu Sveti Križ u općini Tuhelju i zaštićeno kulturno dobro.

## Opis dobra
Jednobrodna, kasnobarokna crkvica Sv. Križa smještena je na osami, na vrhu brijega iznad naselja Sveti Križ, općina Tuhelj. Na mjestu današnje crkve s početka 19. st. spominje se već u 17. st. zidana kapela istog titulara. Tlocrtnu osnovu čine kvadratna lađa s poligonalno oblikovanim ulaznim dijelom, uže svetište pravokutnog zaključka i sakristija južno od njega. U jednostavnom vanjskom izgledu dominira trostrano oblikovano pročelje, s malim zvonikom nad njime. U crkvi je ostvaren je sažet, centraliziran, kasnobarokni prostor. Detalji profilacije su oblikovani klasicistički, što odgovara kasnom datumu izgradnje. Osobitu vrijednost ima položaj crkve u krajoliku.

## Zaštita
Pod oznakom Z-2236 zavedena je kao nepokretno kulturno dobro - pojedinačno, pravnog statusa zaštićena kulturnog dobra, klasificirano kao "sakralna graditeljska baština".